# Іглулік (острів)
Іглулік (англ. Igloolik, інук. ᐃᒡᓗᓕᒃ) — невеликий острів, розташований у затоці Фокс у регіоні Кікіктані північноканадської території Нунавут. Входить у Канадський Арктичний архіпелаг. Через розташування поблизу півострова Мелвілл, часто острів вважають його частиною.
Нині на острові розташоване лише одне поселення — ескімоське село Іглулік.

## Історія
Слово «Іглулік» (інуктитут: «тут зараз розташований будинок») походить від слова "іглу ", що в перекладі з інуктитуту означає «дім», «будівля», при цьому має на увазі традиційне для давніх ескімосів житло, свого роду землянку — кармак. Інуїти та їхні предки заселили острів близько 2000 року до н. е. Дев'ять археологічних об'єктів Іглуліка, датованих аж до 1000-х років нашої ери, 1978 року визнано Національною історичною пам'яткою Канади.
На початку 1800-х років острів служив місцем зимівлі для екіпажу корабля британського дослідника Вільяма Едварда Паррі, який шукав Північно-Західний морський прохід із Атлантичного океану до Тихого.